# Lycieae
Lycieae es una tribu de plantas perteneciente a la subfamilia Solanoideae en la familia Solanaceae.
Comprende 3 géneros de plantas leñosas que crecen en climas áridos o semiáridos. El género cosmopolita Lycium es el más antiguo de la tribu y el que presenta la mayor variabilidad morfológica. Los estudios de sistemática molecular sugieren que tanto Grabowskia como Phrodus deberían incluirse dentro de Lycium y que este género junto con Nolana y Sclerophylax formarían un clado (Lyciina), el cual carece por el momento de categoría taxonómica. El fruto baya, de color rojo, carnoso, dispersado por pájaros, es el tipo de fruto dominante en Lycium. Los diferentes tipos de frutos en este género han evolucionado desde el tipo de baya antes mencionado hasta una drupa con un reducido número de semillas.

## Géneros
Tribu Lycieae Hunz. (1977)
- Grabowskia Schltdl. (1832), 3 especies sudamericanas.
- Lycium L. (1753), cosmopolita, incluye 83 especies.
- Phrodus Miers (1849), endémico del norte de Chile, incluye 2 especies.